# Zu Yi
Zu Yi (chiń. |祖乙), imię własne Zi Teng – władca Chin z dynastii Shang.
Starożytna chińska kronika Zapiski historyka autorstwa Sima Qiana informuje, że wstąpił na tron po śmierci ojca He Dan Jia. W pierwszym roku swojego panowania przeniósł swoją stolicę do Geng (耿). W następnym roku ponownie przeniósł swoją stolicę, tym razem do Bi (庇), gdzie sześć lat później ukończono jego pałac. Jego głównym ministrem (doradcą) był szaman Wu Xian. Za jego panowania siła Shangów ponownie wzrosła. Po jego śmierci tron przejął jego syn Zu Xin.